# 베스와
베스와(폴란드어: Wesoła)는 폴란드 바르샤바 남동쪽에 위치한 구다.